# Opprobrium
Gli Opprobrium sono un gruppo musicale death metal statunitense, formatosi a New Orleans nel 1986.
Tra il 1988 e il 1991 pubblicano due album di inediti con il nome Incubus, per poi annunciare lo scioglimento. Tornano in attività nel 1999, dovendo però cambiare nome in quanto l'omonima band californiana, formatasi nel 1991, se ne appropriò depositandolo legalmente.

## Storia del gruppo

### Gli Incubus (1986-1999)
La band si formò a New Orleans per volere dei fratelli Francis e Moyses Howard. I due, rispettivamente chitarrista e batterista, nacquero in Brasile e nei primi anni ottanta, ancora adolescenti, si trasferirono in Louisiana da Rio de Janeiro. Inizialmente si dedicarono alla musica per puro divertimento, facendo parte di alcune cover band di gruppi heavy metal. In seguito conobbero il bassista Scot Latour e a loro tre si aggiunse un cantante. Assunsero quindi il nome Rattle Rage e cominciarono a realizzare del materiale originale. Quando decisero di orientarsi verso il death metal a Latour vennero affidate anche le parti vocali, poiché il suo predecessore non era dotato di un timbro adeguato. A febbraio del 1986 presero quindi il nome di Incubus, che fu suggerito da Reginaldo Howard, fratello dei due membri fondatori, il quale in seguito collaborò con loro disegnando la copertina del loro primo album.
A maggio del 1987 registrarono Supernatural Death, il loro primo demo tape che distribuirono alle riviste di settore, durante i loro concerti e con ordinazione tramite posta. Per la realizzazione di questo lavoro affittarono uno studio di registrazione e nell'arco di due o tre giorni registrano in presa diretta e mixarono le dieci tracce che lo compongono. Dopo l'uscita del loro disco d'esordio questo demo venne ridistribuito con solo quattro canzoni: Voices From The Grave, Sadistic Sinner, Incubus e Serpent Temptation.
Gli stessi brani, nel 1988 vennero rielaborati e registrati nuovamente presso uno studio di Metairie, quindi, insieme ad altri nuovi pezzi, furono inseriti nell'album Serpent Temptation per l'etichetta discografica Brutal Records che di lì a poco cessò di esistere.
Sul finire del 1989 Scot Latour si separò dalla band. Francis Howard, che in precedenza aveva già collaborato ai cori per gli album Beneath the Remains dei Sepultura e Eaten Back to Life dei Cannibal Corpse, assunse quindi anche il ruolo di cantante. Nello stesso periodo i fratelli Howard si trasferirono a Tampa in Florida. L'anno successivo siglarono un accordo con la Nuclear Blast per la realizzazione del loro secondo disco, Beyond the Unknown, che venne registrato presso i Morrisound Recording. Non avendo reclutato uno nuovo bassista, le parti di basso per questo lavoro vennero incise dal chitarrista. Sempre nel 1990 ingaggiarono il bassista Mark Lavenia.
In supporto della nuova uscita, nel 1991, intrapresero una propria tournée europea, il Beyond the Unknown Tour, in seguito alla quale Lavenia si unì agli Equinox. Nel 1996 la Nuclear Blast chiese loro di realizzare un altro album, ma non avendo nuovo materiale, decisero di registrare nuovamente le sessioni vocali per una nuova edizione remixata, e con un artwork diverso, dell'album Serpent Temptation. Questa versione venne rivista anche nei testi e nei titoli delle canzoni e successivamente fu inclusa nella ristampa del 2000 di Beyond the Unknown.

### Gli Opprobrium (2000-presente)
Nel 2000 cambiarono il proprio nome in Opprobrium perché quello precedente, nel frattempo, venne registrato da un'altra band statunitense e non poterono più utilizzarlo nella loro nazione. Opprobrium, un termine in lingua latina usato per definire un obbrobrio o un'infamia, venne tratto dalla Bibbia e fu scelto da Francis Howard per evitare che venisse loro associata un'immagine satanica. Quest'ultimo ha infatti dichiarato durante varie interviste che il gruppo non si è mai interessato a tematiche di stampo satanista. Nello stesso periodo si unirono alla band il bassista André Luiz ed il chitarrista Luiz Carlos che però non parteciparono alla realizzazione di Discerning Forces. Con questo disco le loro coordinate stilistiche si spostarono maggiormente verso il death metal tipico dei gruppi floridiani (Morbid Angel, Death, Deicide per citarne alcuni) rispetto alla tendenza thrash metal dei due precedenti. L'uscita dell'album sancì anche la fine del rapporto con la Nuclear Blast e a causa di problemi personali la band rimase inattiva per un lungo periodo..
Nel 2008, tornati ad essere un duo, si accordarono con la Metal Mind Productions per la realizzazione di un disco e la stessa etichetta acquisì anche i diritti per la ristampa dei loro lavori precedenti, ad eccezione del primo album. Serpent Temptation nella versione del 1996 e Beyond the Unknown vennero dunque ripubblicati con il nome Opprobrium. L'album nuovo uscì col titolo Mandatory Evac e presentò delle sonorità più cupe e tendenti al thrash metal.
Tra il 2014 e il 2016 furono impegnati nella realizzazione di nuovo materiale per una prossima uscita. A gennaio del 2016 la Relapse Records ristampò per la prima volta il loro disco d'esordio, rimasterizzato nella versione originale, con la stessa copertina, ma col nome Opprobrium, e con l'aggiunta di quattro bonus track tratte dal demo del 1987. Lo stesso demo, Supernatural Death, venne pubblicato sotto forma di compilation nella versione originale di dieci tracce.

## Stile e influenze
L'approccio stilistico dei primi lavori si basò su coordinate death metal e strutture tipiche del thrash metal, come gli assoli di chitarra veloci e i blast beat alla batteria. Il cantato, sia di Scot Latour (il cantante del primo album) che di Francis Howard, è sempre stato in growl; il primo più tendente allo screaming utilizzato nel black metal, il secondo simile alla voce di Max Cavalera ai tempi dei Sepultura.
Concettualmente, i loro testi trattano della condizione umana, del mondo spirituale e di elementi religiosi, in contrasto con le band di genere affine, solitamente più orientate verso la blasfemia e l'occulto. Per questo gli Opprobrium vengono spesso considerati come appartenenti al filone christian metal.
In varie interviste i membri fondatori della band dichiararono che la loro musica prende ispirazione sia da band rock ed heavy metal tradizionali che da gruppi più estremi. A livello esecutivo citarono come principali influenze i chitarristi Vivian Campbell e Yngwie Malmsteen e i batteristi Mitch Mitchell, Buddy Rich, Steve Smith, Neil Peart, Nicko McBrain e Stewart Copeland. A livello compositivo nominarono invece gruppi quali Wall of Voodoo, Genesis, AC/DC, Rush, Van Halen, Judas Priest, Black Sabbath, Dio, Iron Maiden, Motörhead, Hallows Eve, Metallica, D.R.I., Agnostic Front e Slayer.

## Formazione
Attuale
- Francis M. Howard – chitarra, voce (1986-presente), basso (1989-1990, 2000-2009, 2011–presente)
- Moyses M. Howard – batteria (1986-presente)

Ex componenti
- Scot Latour – voce, basso (1986-1989, 2009-2011)

Turnisti
- Mark Lavenia – basso (1990-1991)
- André Luiz – basso (2000)
- Luiz Carlos – chitarra (2000)

## Discografia

### Album in studio
- 1988 – Serpent Temptation (come Incubus)
- 1990 – Beyond the Unknown (come Incubus)
- 2000 – Discerning Forces
- 2008 – Mandatory Evac
- 2019 – The Fallen Entities

### Raccolte
- 2016 – Supernatural Death

### Demo
- 1987 – Supernatural Death (come Incubus)